# Synidotea birsteini
Synidotea birsteini là một loài chân đều trong họ Idoteidae. Loài này được Kussakin miêu tả khoa học năm 1971.